# دان چفی
دان چفی (انگلیسی: Don Chaffey; ۵ اوت ۱۹۱۷ – ۱۳ نوامبر ۱۹۹۰) کارگردان، فیلم‌نامه‌نویس، تهیه‌کننده و کارگردان هنری اهل انگلستان بود. وی بیشتر برای فیلم‌های فانتزی مثل جیسن و آرگونات‌ها و اژدهای پیت شناخته شده‌است.